# Järilvattnet (by)
Järilvattnet är en by i Ströms distrikt (Ströms socken), Strömsunds kommun i Jämtland. Byn ligger intill sjön Järilvattnets östra strand. 

## Historia
1751 ansökte Nils Olofsson från Jonsgård i Ström om att anlägga ett nybygge vid Gerilsvattnet. Detta fullföljdes dock inte. Istället blev första nybyggare på 1790-talet Nils Jönsson. 